# Obora (district de Blansko)
Pour les articles homonymes, voir Obora.
Obora est une commune du district de Blansko, dans la région de Moravie-du-Sud, en République tchèque. Sa population s'élevait à 317 habitants en 2020.

## Géographie
Obora se trouve à 6 km au sud-ouest de Boskovice, à 11 km au nord-nord-ouest de Blansko, à 29 km au nord de Brno et à 171 km au sud-est de Prague.
La commune est limitée par Jabloňany au nord, par Lhota Rapotina au nord-est et à l'est, par Doubravice nad Svitavou et Bořitov au sud, par Krhov à l'ouest et par Voděrady au nord-ouest.

## Histoire
La première mention écrite de la localité date de 1360.